# Skellefteå tidning
Skellefteå tidning var en tidning som gavs ut i Skellefteå stad 1849–1859. Tidningen ersatte den nedlagda veckotidningen Fjäll-Örnen. Tryckeriet såldes i samband med nedläggningen 1859 och den nya tidningen, Skellefteå nya tidning, startades. Utgivningsbevis gavs till kommissionslantmätaren J A. Sollén den 20 februari 1849. Inledningsvis trycktes den hos Widestedtska tryckeriet och därefter hos C. F. Carlberg i Skellefteå.
Skellefteå tidning grundades under vad som kommit att kallas den stora tidningsgrundarepoken i Norrland, då 14 städer i Norrland fick sin egen lokaltidning.
Tidningen lyfte fram hur näringslivet skulle kunna dra nytta av en lokaltidning. Våren 1849 skrev man exempelvis att "Tidningsutgivning är synnerligen gagnelig för den täflan som karakteriserar ett framåtgående samhälles affärslif".